# Альберт Кан
Альберт Кан (англ. Albert Kahn; 1869, Раунен, Рейнланд-Пфальц, Німецька імперія — 1942, Детройт, Мічиган, США) — американський промисловий архітектор німецького єврейського походження. Один з найвідоміших архітекторів свого часу, автор забудівлі Детройта, неофіційний «батько» радянської «індустріалізації»; голова фірм Albert Kahn Inc. та Albert Kahn Associates.

## Біографія
Народився в Німеччині в єврейській родині . Був старшим сином рабина в Раунені. Емігрував з батьками в США в 1880.
Навчався архітектурі в фірмі Mason and Rice в Детройті. У 1891 нагороджений стипендією для поїздки в Європу. Там він зустрівся з молодим архітектором Генрі Беконом, і вони разом відвідали Італію, Францію, Німеччину та Бельгію.
У 1896 заснував фірму разом з Джорджем Неттлтоном і Олександром Троубріджем. З 1902 керував фірмою сам.
Перебуваючи в Детройті, центрі американської автомобільної промисловості, Кан пов'язав з ним свою кар'єру.
У 1919 спроектував штаб-квартиру корпорації General Motors.

## Робота в СРСР
У 1928 запрошений в СРСР для участі в індустріалізації. Приїхав до Москви на чолі групи з 25 інженерів, і протягом 2 років фірма Albert Kahn Inc. підготувала понад 4 000 фахівців, у 1929—1932  спроектувала і організувала будівництво 521 об'єктів  (за іншими даними — 571) об'єкт. Це, в першу чергу, тракторні (тобто танкові) заводи в Сталінграді, Челябінську, Харкові. Автомобільні заводи в Москві та Нижньому Новгороді. Ковальські цехи в Челябінську, Дніпропетровську, Харкові, Коломні, Люберцях, Магнітогорську, Нижньому Тагілі, Сталінграді. Верстатобудівні заводи в Калузі, Новосибірську, Верхній Салді. Прокатний стан в Москві; ливарні заводи в Челябінську, Дніпропетровську, Харкові, Коломні, Люберцях, Магнітогорську, Сормово, Сталінграді; механічні цехи в Челябінську, Люберцях, Подільському, Сталінграді, Свердловську; сталеливарні цехи та прокатні стани в Кам'янському (в 1936—2016 — Дніпродзержинськ), Коломні, Кузнецьку, Магнітогорську, Нижньому Тагілі, Верхньому Тагілі, Сормово; підшипниковий завод в Москві, Волховський алюмінієвий завод; Уральська азбестова фабрика та багато інших .

## Проекти
- Апартаменти по вул. 2900 Схід Джефферсон-авеню, Детройт, 1915
- Виробничий центр Рассел, 1916
- Будівля Новин Детройта, 1917
- Штаб-квартира компанії Ford Motor Company в Нью-Йорку, 1917

Участь в проектуванні виробництв
- Сталінградський тракторний завод

## Галерея

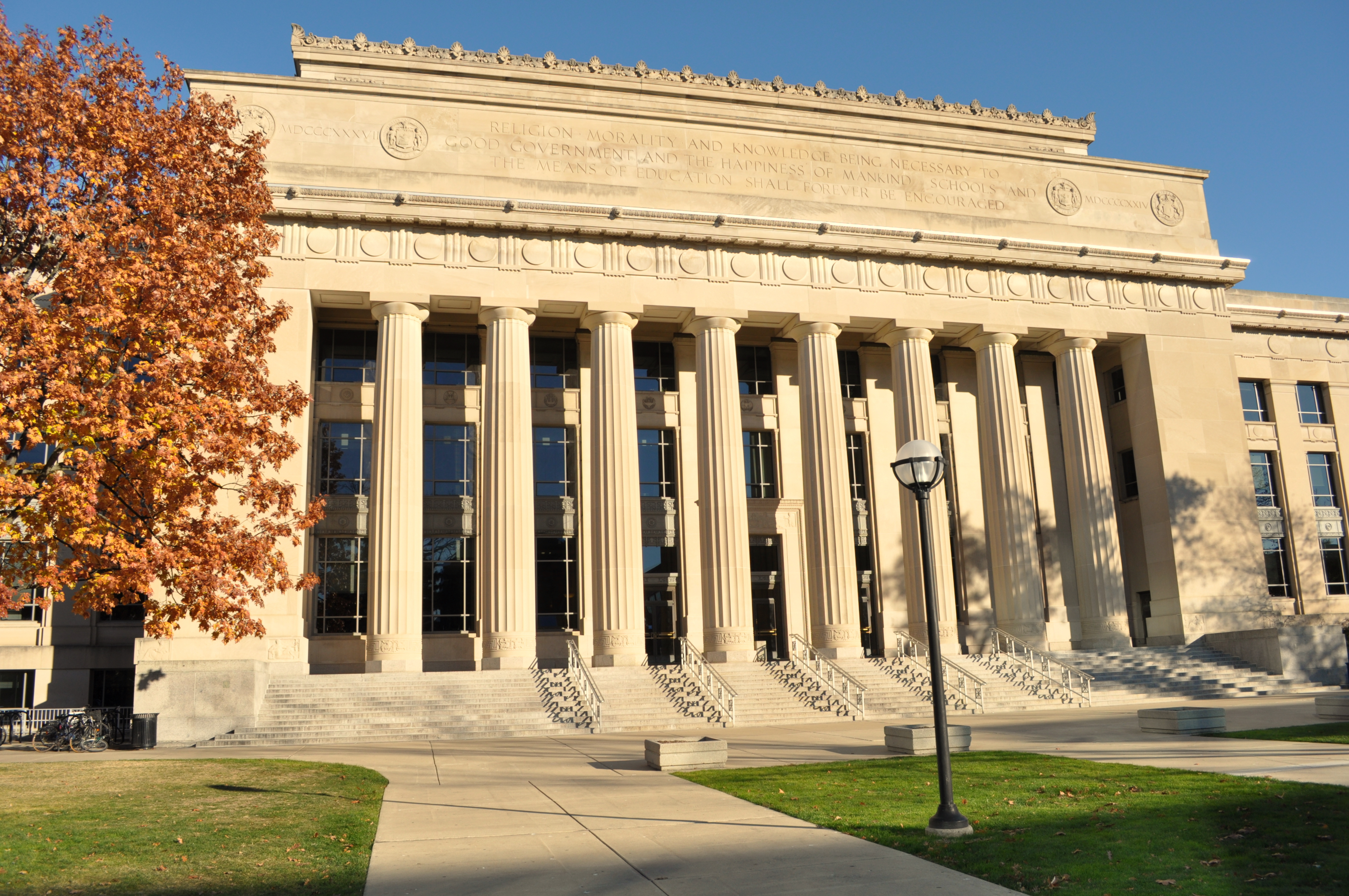
Мічиганський університет, головний корпус гуманітарних наук
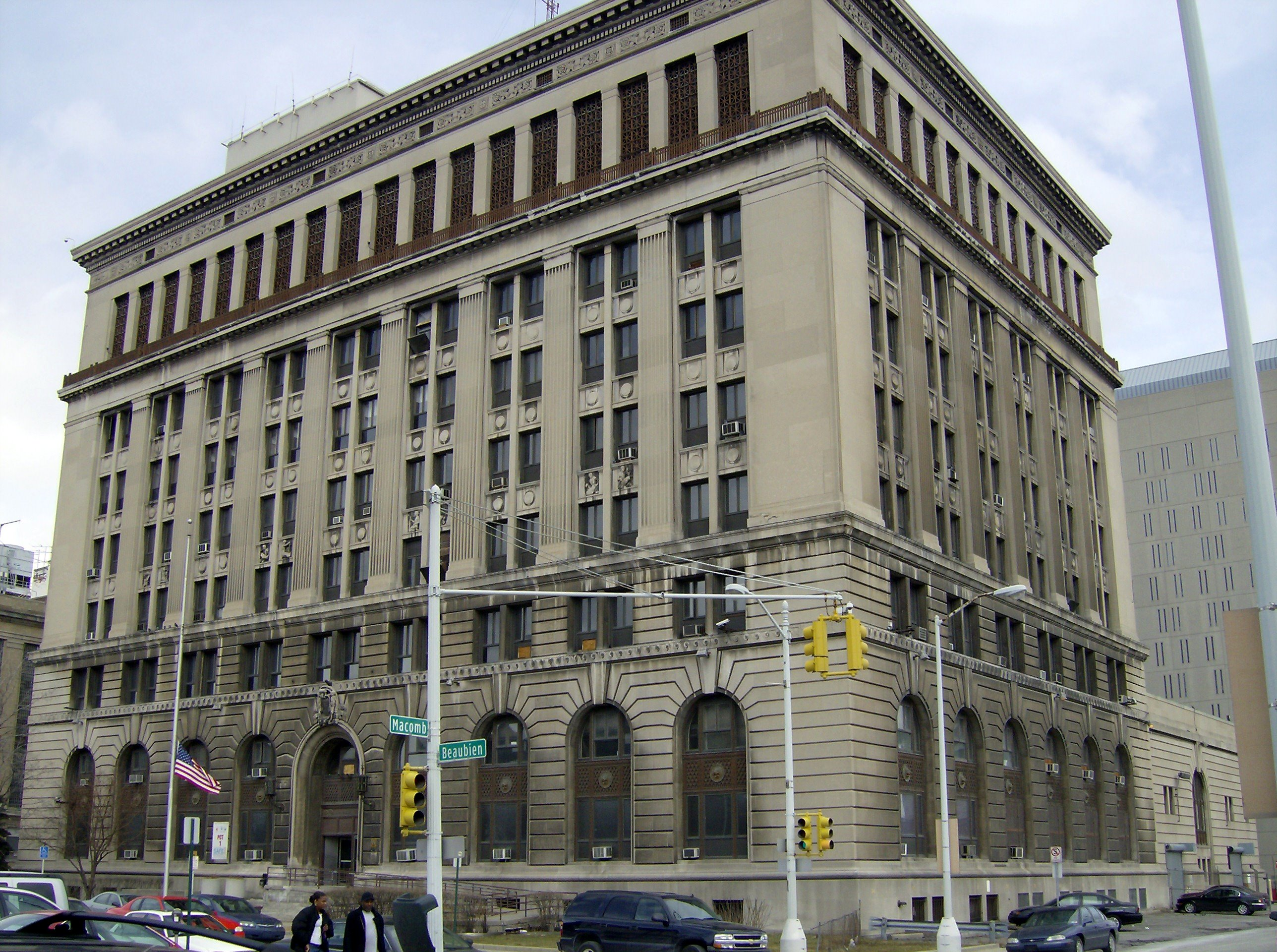
Будівля поліції Детройта
Будівля General Motors, Детройт, 1919
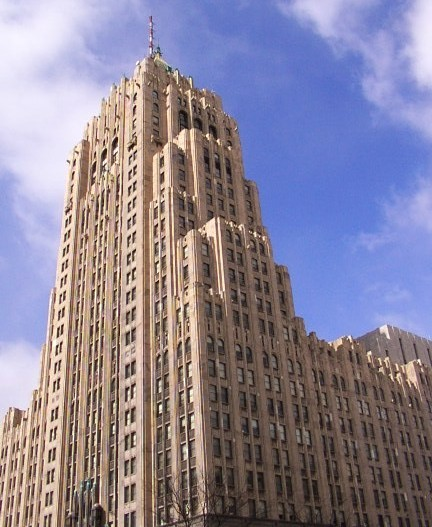
Будівля Фішера, 1927
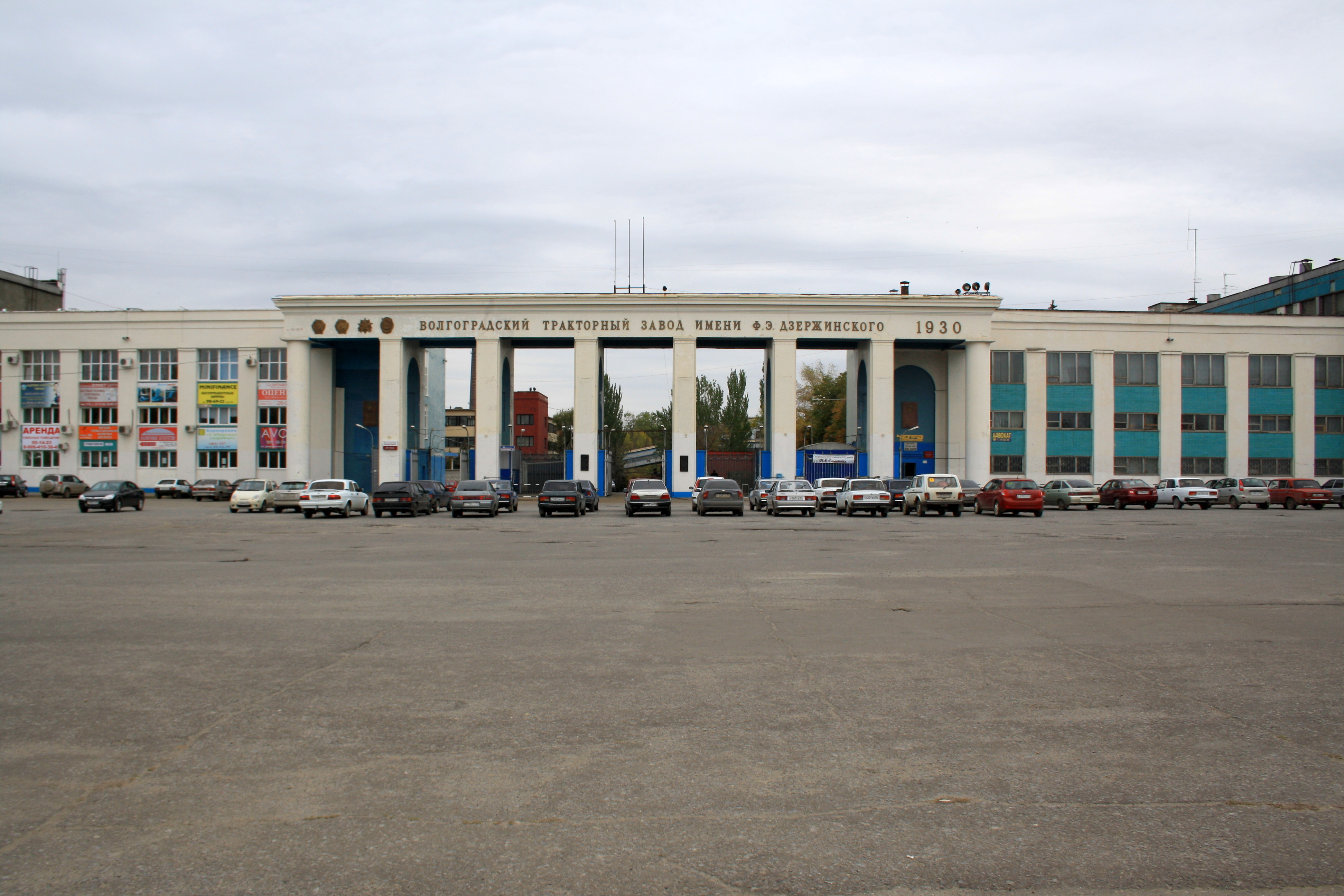
Тракторний завод у Сталінграді (1930)
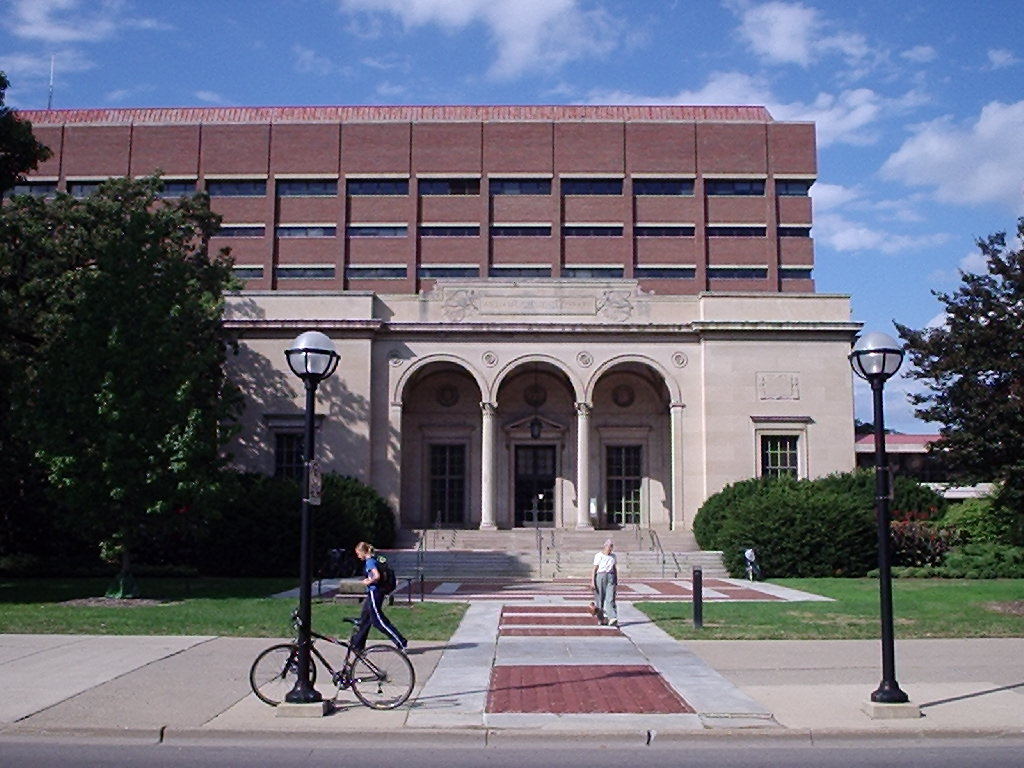
Бібліотека, Мічиганський університет